# 山崎泰廣
山崎 泰廣（やまさき たいこう、1929年8月23日 - 2025年3月11日）は、真言宗僧侶・密教学者・種智院大学名誉教授。常光院住職。
神戸市生まれ。1954年高野山大学大学院密教学科修了。1955年宮島の弥山にて虚空蔵求聞持法成満。1966年種智院大学助教授、72年教授。高野山大学教授を兼ねる。1974年伝燈大阿闍梨位。1990年密教学芸賞受賞。1999年高野山真言宗大僧正。2000年種智院大学・高野山大学定年退職。種智院大学名誉教授。1968年より、密教の源流と瞑想に関する研究・修行・講義のためインド・ネパール・タイ・カンボジア・スリランカ・中国・アメリカ・イタリアなどを踏査。
2025年3月11日に死去。95歳没。

## 著書
- 『密教瞑想法 密教ヨーガ・阿字観』永田文昌堂 1974
- 『密教瞑想と深層心理 阿字観・曼荼羅・精神療法』創元社 1981
- 『密教の神秘思想』編 大阪書籍 朝日カルチャーブックス 1987
- 『小田慈舟講伝録 第3巻』編 東方出版 2002
- 『真言密教阿字観瞑想入門』春秋社 2003
- 『山崎泰廣講伝伝授録 第1巻 (大日経講伝)』春秋社 2010
- 『山崎泰廣講伝伝授録 第2巻 金剛頂経講伝 他』春秋社 2010
- 『山崎泰廣講伝伝授録 第3巻 (基礎論文集)』春秋社 2010
- 『実践・阿字観瞑想法 CDブック』春秋社 2012
- 『大日経は語る 宇宙からのメッセージ』春秋社 2012
- 『 La méditation Ajikan : découverte et pratique 』 （『 真言密教阿字観瞑想入門』のフランス語版） Éditions du Dauphin 2015
- 『阿息観呼吸法　自律神経を整え宇宙意識につながる』春秋社 2016